# Port lotniczy Harold Charles
Port lotniczy Harold Charles – trzeci co do wielkości port lotniczy Turks i Caicos, zlokalizowany na wyspie Ambergris Cay.